# پرستاولکی (ناحیه پرروف)
پرستاولکی (به چکی: Přestavlky) یک منطقهٔ مسکونی در جمهوری چک است که در ناحیه پرروف واقع شده‌است. پرستاولکی ۳٫۶۵ کیلومتر مربع مساحت و ۲۸۰ نفر جمعیت دارد و ۲۴۳ متر بالاتر از سطح دریا واقع شده‌است.